# Friedrich Jeckeln
Friedrich August Jeckeln (Hornberg, 1895. február 2. – Riga, 1946. február 3.) SS-Obergruppenführer, a rigai gettóbeli, a kamenyec-podolszkiji és a Babij Jar-i mészárlások irányítója, háborús bűnös.

## Magánélete
Jeckeln 1895-ben született. A középiskola elvégzése után gépészmérnöknek tanult, de az első világháború kitörése miatt tanulmányai félbeszakadtak, és végül nem is szerzett diplomát.
1918-ban feleségül vette Charlotte Hirscht. Egy ideig apósa mezőgazdasági vállalkozásában dolgozott, de idővel megromlott a viszonyuk, mert Jeckeln elégedetlen volt a munkahelyi előmenetelével. A felesége családjával kialakult konfliktus miatt házassága (amelyből három gyermekük született) is válással végződött. Jeckeln évekkel később Himmlernek azt mondta, a Hirsch család valószínűleg titkon zsidó származású, azért viselkedtek vele így.
Jeckeln később másodszor is megházasodott, és összesen kilenc gyereke született; a legfiatalabb, az 1941-ben született Renate házasságon kívül.

## Az első világháborúban
Friedrich Jeckeln 1913-ban kezdte meg katonai szolgálatát. Kezdetben a tüzérségnél szolgált, és 1915-ben hadnagyi rangot kapott. 1916-ban súlyosan megsebesült. Felépülése után áthelyezték a légierőhöz.

## A két háború között
A háború vége után a Grenzschutz Ost szabadcsapat tagja volt. 1919-től 1925-ig Danzigban dolgozott, majd munkanélküli volt. 1929. október 1-jén lépett be a náci pártba (tagsági száma 163 348). 1930. március 15-én csatlakozott az SS-hez, mindjárt SS-Sturmbannführeri (őrnagyi) rangban (tagsági száma 4367). Előmenetele ezután gyors volt: 1931 júniusában SS-Standartenführer, szeptemberben SS-Oberführer lett. 1933 februárjában lett tábornok, először SS-Gruppenführerként majd 1936 szeptemberétől SS-Obergruppenführerként.
Jeckelnt felelősség terheli több robbantásos merényletért Braunschweig térségében, és 1933. július 4-én az ő parancsára követték el a riesebergi gyilkosságokat amelyek során tíz kommunistát öltek meg a Braunschweig melletti Riesebergben. Mivel ebben az időben Jeckeln felügyelte a braunschweigi rendőrséget, ezek a bűncselekmények a nemzetiszocialista időkben felderítetlenek maradtak, illetve azokért a nácik politikai ellenfeleit tették felelőssé.
1932-től 1945-ig a Reichstag képviselője is volt.

## A második világháborúban
Jeckeln 1940 májusától Franciaországban szolgált a Waffen-SS kötelékében. Amikor Németország 1941-ben megtámadta a Szovjetuniót, áthelyezték a keleti frontra, ahol 1941 júniusától novemberéig Ukrajnában, majd 1941 novemberétől a háború végéig a Baltikumot és Fehéroroszország északi részét felölelő „Ostland” nevű közigazgatási egységben irányította az SS és a rendőrség munkáját.

### Ukrajnai tömeggyilkosságok
1941. augusztus 27-28-án az ukrajnai Kamenyec-Podolszkij (ukrán nevén Kamjanec-Pogyilszkij) mellett a Jeckeln parancsnoksága alatt álló 320. rendőrzászlóalj tagjai Jeckeln utasítására mintegy 23 600 zsidót mészároltak le. Az áldozatok nagyobbrészt Magyarországról kitoloncolt „hontalan” zsidók, kisebb részt a helyi zsidó lakosság tagjai voltak.
Egy hónappal később, 1941. szeptember 27-én Jeckeln részt vett azon a kijevi értekezleten, ahol döntés született a helyi zsidóság teljes megsemmisítéséről. Röviddel ezután, szeptember 29-30-án a Kijev határában lévő Babij Jar szurdokban 33 771 zsidót gyilkoltak meg.

### Lettországi tömeggyilkosságok

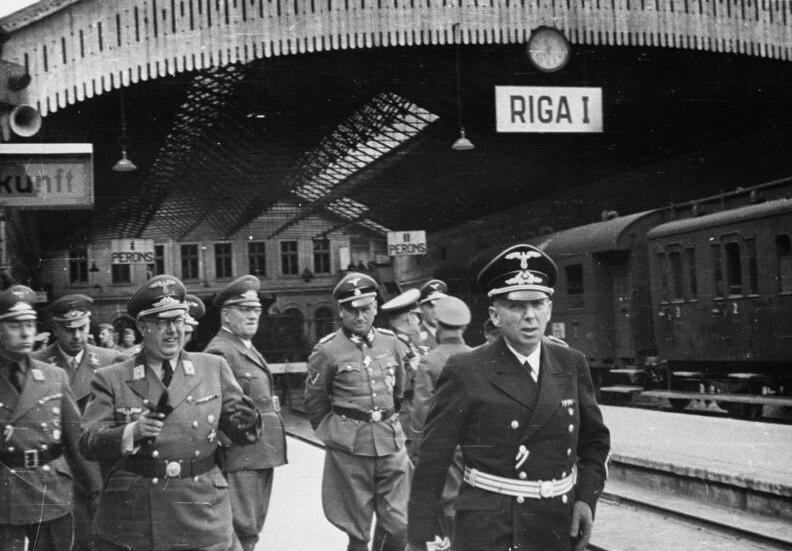
Jeckeln (jobbról az ötödik) a rigai pályaudvaron 1944. február 15-én

1941 novemberében Jeckelnt Rigába helyezték. Itt a német megszálló hatóságok addigra felállították a gettót, ahol mintegy 24 000 lett zsidót zsúfoltak össze. Himmler azt a parancsot adta Jeckelnnek, hogy likvidálja ezeket az embereket. Jeckeln a tömegmészárlás helyszínéül a gettótól mintegy 10 kilométerre fekvő Rumbula vasútállomás közelében található fenyveserdőt nézte ki. Itt a laza talaj megkönnyítette a tömegsírok kiásását, és a tengerszint feletti magasság elég nagy volt ahhoz, hogy a talajvíz ne okozzon problémát. A tömeggyilkosság két napon, november 30-án és december 8-án zajlott le. Mindkét ízben a Jeckeln által Ukrajnában kidolgozott módszert alkalmazták: a gettó lakosságát ezerfős menetoszlopokban, gyalog hajtották a már kiásott három tömegsírhoz. Az áldozatokat arra kényszerítették, hogy vetkőzzenek le, majd feküdjenek a tömegsírba, ahol tarkólövéssel végeztek velük. Ezzel a – Jeckeln kifejezésével szardíniacsomagolásnak (Sardinenpackung) nevezett – módszerrel a holttestek szorosan kitöltötték a sírgödröt, ami megkönnyítette a nagy számú hulla elföldelését. A kivégzéshez szovjet géppisztolyokat használtak, mert ezeknek nagyobb volt a tárkapacitása és egyes lövéseket is le lehetett adni velük. A rumbulai mészárlás két napján mintegy 25 000 embert gyilkoltak meg Jeckeln jelenlétében az emberei: a gettó 24 000 lakosát és ezer Berlinből deportált zsidót. A tömegmészárlásnak három túlélője ismert.
Decemberben Jeckeln Kelet-Poroszországban találkozott Himmlerrel, aki elmondta, hogy a Birodalomból és Nyugat-Európából nagy számú, zsidókat szállító vasúti konvojt irányítanak Lettországba, és Jeckeln véleményét kérte arról, hogy hogyan gyilkolják meg az odaszállított embereket. Felmerült az, hogy a foglyokat még a vonatokon öljék meg, vagy közvetlenül Lettországba érkezésük után lőjék agyon őket. Himmler azt is felvetette, hogy a likvidálandó zsidókat egyszerűen kergessék a mocsárba. Végül Jeckeln ajánlására az a döntés született, hogy az újonnan létesített salaspilsi megsemmisítő táborban fogják megölni ezeket az embereket. Jeckelnnek a hadbíróság előtt tett vallomása szerint 1941 decembere és 1942 júniusa között havi 8-12, egyenként ezerfős konvoj érkezett Salaspilsbe. Becslése szerint ez 55-87 ezer közötti számú németországi, franciaországi, belgiumi, csehszlovákiai és hollandiai zsidót jelentett. Valamennyiük Salaspilsben lelte a halálát.

### Partizánellenes hadműveletek
Az „Ostland” régió rendőrségi vezetőjeként Jeckelnnek feladata volt a partizánok elleni küzdelem, illetve a partizánoknak nyújtott polgári támogatás letörése. Ebben az SS alakulatain kívül segítségére voltak a megszálló német hatóságok által lett és ukrán önkéntesekből szervezett rendőri-katonai egységek is.
1942. augusztus 21-én kezdődött az egy hónapos „Mocsárláz” fedőnevű partizánellenes akció, amelynek parancsnoka Jeckeln volt. A hadművelet során néhány száz partizán mellett mintegy 1200 „partizángyanús” civilt is megöltek, és mintegy 8300 zsidót is felkoncoltak. A zsidó áldozatok nagy része a baranavicsi gettó likvidálása során lelte halálát.
A partizánellenes harc része volt az 1943 február áprilisi „Téli varázslat” fedőnevű hadművelet is, melynek során a Jeckeln parancsnoksága alatt álló német, lett és ukrán egységek észak-fehéroroszországi és nyugat-oroszországi falvakban végeztek partizánellenes tisztogatásokat. Az érintett településeken a felnőtt férfilakosságot és a hosszú menetelésre képtelen személyeket helyben agyonlőtték, a többieket pedig gyalogmenetben elosztótáborokba hajtották, ahonnan az áldozatokat németországi kényszermunkára vagy a salaspilsi megsemmisítőtáborba irányították. Az érintett falvakat felgyújtották és porig égették. Arra is volt példa, hogy a lakosokat elevenen megégették. A hadműveletet a háború után az emberiesség elleni bűntettnek nyilvánították.

### Sikerek a Vörös Hadsereg ellen
Miután 1944. július 1-jén a Waffen-SS-ben is tábornoki (General der Waffen-SS) rangot kapott, augusztusban Jeckelnnek szerepe volt a németek utolsó baltikumi katonai sikerében. Az általa vezetett német és lett egységekből álló csapatok a Peipus-tótól délre, a mai Oroszország, Észtország és Lettország találkozásánál megállították a Vörös Hadsereg offenzíváját. Jeckelnt ezért augusztus 27-én a Vaskereszt Lovagkereszt fokozatával tüntették ki.

### A háború végső fázisában

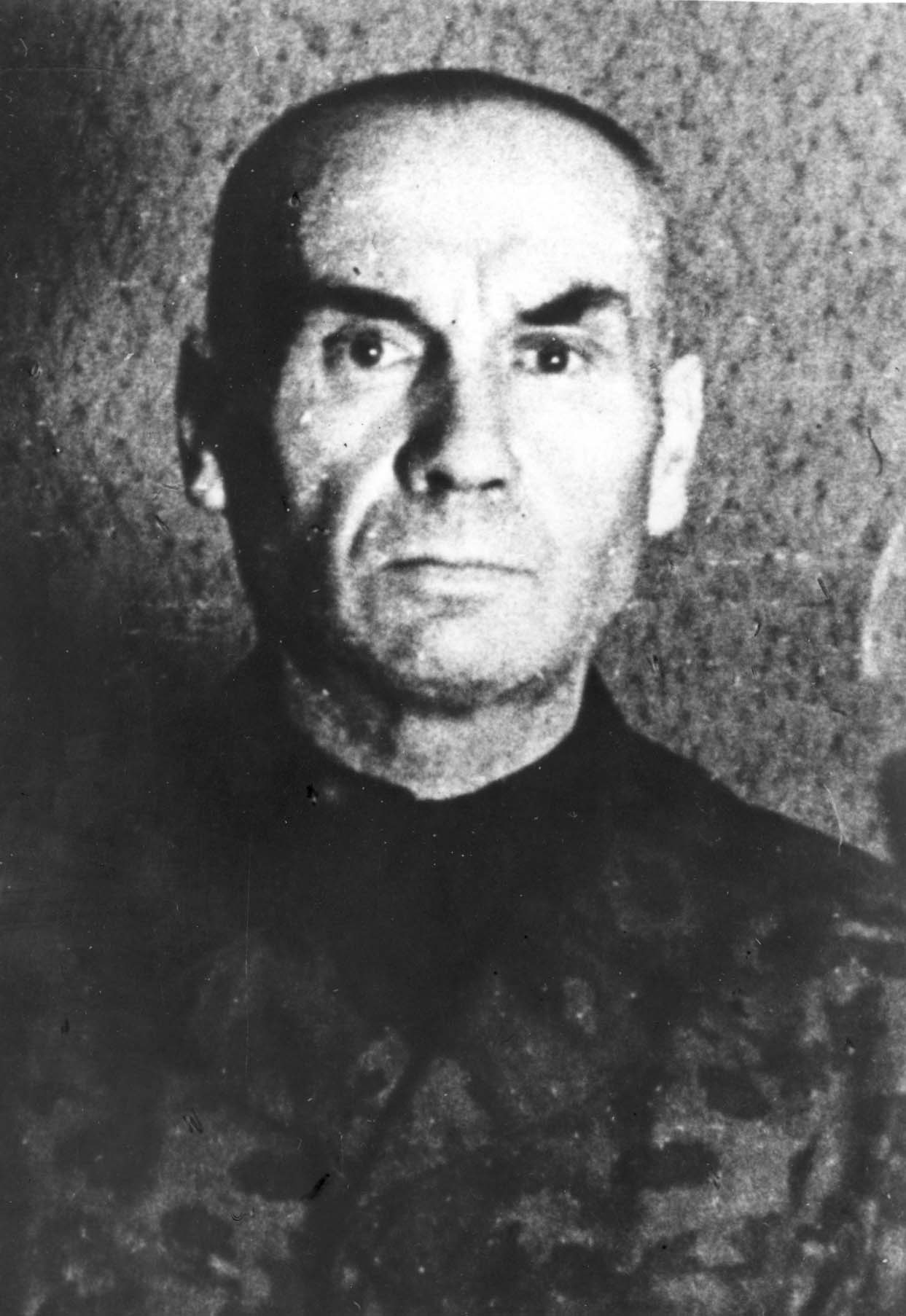
Friedrich Jeckeln szovjet őrizetben.

A náci összeomlást megelőző hónapokban, miután a szovjetek visszafoglalták az „Ostland” régiót, Jeckelnt Alsó-Sziléziába helyezték és az V. SS-hegyihadtest vezetésével bízták meg 1945 február elején. Egységével 1945 február–márciusában Odera-Frankfurt térségében harcolt a Berlin felé nyomuló Vörös Hadsereg ellen, de eközben fokozatosan visszaszorult. Márciusban még megkapta a Vaskereszt Tölgyfalombokkal Ékesített Lovagkereszt fokozatát. A hadtestet a szovjetek végül áprilisban a brandenburgi Halbe község közelében körülzárták és Jeckeln itt került hadifogságba 1945. április 28-án, Berlintől mintegy harminc kilométerre délkeletre.

## Felelősségre vonás

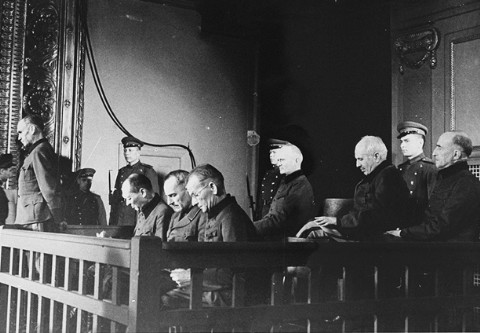
Jeckeln (baloldalt, hátrakulcsolt kézzel) a rigai tárgyalóteremben, 1946. február 3-án, a kivégzése napján

A hadifogságba esett Jeckelnt a szovjetek Rigába szállították és hadbíróság elé állították. Jeckeln a tárgyaláson beismerte a felelősségét és részletes tájékoztatást adott a parancsára elkövetett atrocitásokról. A rigai operaházban rendezett tárgyalás végén a hadbíróság bűnösnek találta és 1946. február 3-án kötél általi halálra ítélte. Az ítéletet még aznap, nagy nyilvánosság előtt végrehajtották.

## Kitüntetései
- 1914: Vaskereszt Másodosztálya
- 1942. május 12.: Vaskereszt Első Osztálya
- 1943. december 19.: Német Aranykereszt
- 1944. augusztus 27.: Vaskereszt Lovagkeresztje
- 1945. március 8.: Tölgyfalombokkal Ékesített Lovagkereszt (802-es sorszámmal)[8]